# 風の少女
『風の少女』（かぜのしょうじょ）は、2007年4月25日にリリースされた12cmシングル。発売元と販売元はコロムビアミュージックエンタテインメント。本作はTVアニメ『風の少女エミリー』のオープニングテーマとエンディングテーマ主題歌に収録。

## 曲目リスト
1. 風の少女 [3:23]
作詞：吉元由美　作曲：宮川彬良　編曲：宮川彬良　唄：堀江美都子
TVアニメ『風の少女エミリー』オープニングテーマ
2. 風のそらみみ [6:04]
作詞：EPO　作曲：EPO　編曲：細井豊　唄：EPO
TVアニメ『風の少女エミリー』エンディングテーマ
3. 風の少女（オリジナル・カラオケ） [3:23]
4. 風のそらみみ（オリジナル・カラオケ） [6:04]